# If I Were a Carpenter
If I Were a Carpenter è un brano musicale composto da Tim Hardin, incluso nel suo album Tim Hardin 2 del 1967. Fu una delle due canzoni tratte dal disco (l'altra era Misty Roses) eseguite da Hardin al Festival di Woodstock del 1969. Nel corso degli anni, la canzone è stata ripresa da numerosi artisti.

## Cover
- Bobby Darin nel 1966, la sua versione raggiunse l'ottava posizione della classifica Billboard Hot 100.[2] Inoltre Darin pubblicò anche un album intitolato If I Were a Carpenter, che appunto contiene la title track.
- Nel 1966 i Rokes, nel lato A del loro 33 giri "Che mondo strano" la riportarono col titolo di "Se io fossi povero"
- Nel 1967 i Dik Dik la incisero come lato B del loro 45 giri Il mondo è con noi/Se io fossi un falegname con il testo in italiano di Mogol[3]; successivamente la inserirono nel loro album di debutto Dik Dik[4]
- Nel 1967 Joan Baez reinterpretò la canzone sull'album Joan, inizialmente con il titolo lievemente modificato in If You Were a Carpenter, anche se nelle compilation successive fu indicata con il titolo originale.[5]
- Nel 1968, i Four Tops entrarono nella Top 20 delle classifiche pop e soul con la loro versione della canzone.[6] In Gran Bretagna raggiunse l'8º posto in classifica nel 1968, restando in classifica per 11 settimane.[7]
- Nel 1970 una versione della canzone cantata in duetto da Johnny Cash e June Carter arrivò al numero 2 nella classifica country statunitense.[8]
- Nel 1972, una cover ad opera di Bob Seger raggiunse la 76ª posizione nella Billboard Hot 100.[9] Il singolo fu estratto dall'album Smokin' O.P.'s.[10]
- Nel 1993 l'ex cantante dei Led Zeppelin Robert Plant pubblicò una versione del brano nel suo album in studio Fate of Nations. La versione di Plant raggiunse la posizione 63ª nella UK Singles Chart.